# Palazzo Magno
Palazzo Magno è un palazzo in Campobasso, sede della provincia di Campobasso.

## Storia
Il palazzo, costruito nella seconda metà del XIX secolo, prende il nome da Mercurio Magno, che ottenne la proprietà dalla famiglia napoletana dei De Tilla i quali utilizzavano l'immobile come residenza privata estiva. Magno rimase proprietario fino al 1936, quando
la Provincia lo acquistò per stabilirvi la propria sede.
Durante la seconda guerra mondiale, la città di Campobasso dovette subire la requisizione di diversi edifici, e tra questi vi fu anche Palazzo Magno. Dai locali del palazzo furono ricavati un ospedale ed un obitorio da parte dei Polacchi; con lo spostarsi del fronte al di là della linea Gustav, il Genio militare italiano ottenne il permesso di insediare nel complesso il Comando Zona Bonifica Campi Minati del Molise, organizzando così già nel 1944 il primo corso per rastrellatori di mine.
Fu solo nel 1946 infine che l'edificio fu restituito alla Provincia e da allora ne funge ancora da sede.

## Architettura
Le molteplici modifiche all'aspetto ed alla struttura del palazzo sono da sempre state legate alla funzione che esso doveva svolgere, e quindi determinate dall'insediamento della sede provinciale. Fu infatti nel biennio '37-'38 (immediatamente dopo l'acquisto dello stabile da parte della Provincia) che ebbero luogo i primi lavori di adeguamento funzionale. Furono demolite la casa colonica e i depositi, che diedero spazio alla costruzione di tre ali che resero la pianta del Palazzo ad "L"; fu creato un piano sopraelevato e la facciata originaria fu modificata con la trasformazione dei balconi in finestre e viceversa. Le finestre furono arricchite di due cornici modanate a forma semicircolare concentriche, che racchiudono in rilievo e a mezzobusto, tre figure maschili, due femminili ed il simbolo dell'Amministrazione. Inoltre i solai in legno vennero sostituiti con quelli in cemento armato.
Negli anni '60, sul retro della struttura principale, fu aggiunta un'ala a tre livelli al fine di aumentare lo spazio per gli uffici.
A metà degli anni '80, a causa di ulteriore necessità di spazio, furono ristrutturati i locali del sottotetto che costituirono così ancora un altro piano.
Sempre in questo periodo, le facciate dell'edificio furono interessate da lavori che riportarono il colore degli intonaci a quello originario dei tempi di Mercurio Magno, l'azzurro che ancora oggi caratterizza il Palazzo.

## Curiosità
- All'interno del Palazzo sono custodite divise militari e diversi armamenti appartenuti a Gabriele Pepe insieme ad altri reperti storici;
- Nel Palazzo vi sono inoltre il dipinto del 1592 "La pace tra Crociati e Trinitari" di Gianmaria Felice, alcune tele di Amedeo Trivisonno e di Antonio Pettinicchi ed altre opere d'arte.